# Unione Sportiva Cremonese 1919-1920
Questa pagina raccoglie le informazioni riguardanti l'Unione Sportiva Cremonese nelle competizioni ufficiali della stagione 1919-1920.

## Stagione
Nel 1919-1920 la Cremonese ha disputato il campionato di Prima Categoria Lombarda girone A. Si è piazzata sesta e ultima, avendo perso lo spareggio per il quinto posto per (2-0) contro la Libertas di Milano (partita giocata a Brescia il 15 febbraio 1920). Retrocessa sul campo, viene in seguito riammessa al campionato di Prima Categoria.
Il 2 novembre 1919, con la partita Cremonese-Juventus Italia, viene inaugurato in Via Persico il nuovo campo di gioco dell'Unione Sportiva Cremonese. Sostituisce il campo di via San Rocco, che fu la sede della Cremonese dal 1913. Nel 1922 vi sarà aggiunta una pista velodromo e nel 1924 verrà intitolato all'eroe cremonese Giovanni Zini, portiere caduto in guerra.

## Rosa
| N. |                   | Ruolo | Calciatore         |
| -- | ----------------- | ----- | ------------------ |
|    | Italia (bandiera) | C     | Mario Antonioli    |
|    | Italia (bandiera) | A     | Ardigò I           |
|    | Italia (bandiera) | D     | Bonassoli          |
|    | Italia (bandiera) | C     | Cottarelli         |
|    | Italia (bandiera) | C     | Curtabili          |
|    | Italia (bandiera) | A     | Italo Defendi      |
|    | Italia (bandiera) | C     | Forni              |
|    | Italia (bandiera) | C     | Gaboardi           |
|    | Italia (bandiera) | C     | Guazzoni           |
|    | Italia (bandiera) | P     | Ettore Gandi       |
|    | Italia (bandiera) | A     | Guardiani          |
|    | Italia (bandiera) | A     | Guggiari           |
|    | Italia (bandiera) | D     | Giovanni Lanfritto |
|    | Italia (bandiera) | A     | Piero Lombardi     |

| N. |                   | Ruolo | Calciatore       |
| -- | ----------------- | ----- | ---------------- |
|    | Italia (bandiera) | D     | Mainardi (II)    |
|    | Italia (bandiera) | A     | Musso            |
|    | Italia (bandiera) | P     | Vittorio Onofri  |
|    | Italia (bandiera) | C     | Ettore Papadia   |
|    | Italia (bandiera) | A     | Andrea Poli      |
|    | Italia (bandiera) | A     | Emilio Puerari   |
|    | Italia (bandiera) | A     | Giovanni Puerari |
|    | Italia (bandiera) | D     | Ottorino Ravani  |
|    | Italia (bandiera) | D     | Attilio Ravani   |
|    | Italia (bandiera) | P     | Treccani         |
|    | Italia (bandiera) | C     | Villa            |
|    | Italia (bandiera) | A     | Vitali           |
|    | Italia (bandiera) | A     | Zini (IV)        |

## Risultati

### Prima Categoria

#### Lombardia girone A

##### Girone di andata
| Arbitro: | Cattaneo (Milano) |

|            |           |  |
| Lunghi 66’ | Marcatori |  |

| Arbitro: | Tradico (Milano) |

|                  |           |             |
| Gelmi 88’ (rig.) | Marcatori | 37’ Defendi |

| Arbitro: | Moda (Milano) |

|                                                                     |           |                         |
| Luigi Cevenini 54’ (rig.) Fossati 64’ Agradi 68’ Asti 74’ Conti 80’ | Marcatori | 17’ (rig.), 66’ Defendi |

| Arbitro: | Crivelli (Milano) |

|  |           |                                             |
|  | Marcatori | 22’ Milocco 55’ (au.) Mainardi II 65’ Cerri |

| Arbitro: | Franziosi (Milano) |

|                                            |           |             |
| Ros 10’ (rig.) Ros 55’ Messa 60’ Pagni 75’ | Marcatori | 80’ Defendi |

##### Girone di ritorno
| Arbitro: | Mauro (Milano) |

|                                |           |                                     |
| Bollani 27’ (aut.) Defendi 43’ | Marcatori | 5’, 77’ Lunghi 7’ Ferrari 8’ Lunghi |

| Arbitro: | Trezzi (Milano) |

|                                       |           |                    |
| Ardigò I 21’ Defendi 45’ Ardigò I 75’ | Marcatori | 90’ (rig.) Vertova |

| Arbitro: | Resegotti (Milano) |

|  |           |                      |
|  | Marcatori | 30’ 77’ Cevenini III |

| Arbitro: | Barnabò (Milano) |

|                               |           |  |
| Tognasso I 42’ Tognasso I 76’ | Marcatori |  |

| Arbitro: | Muttoni (Treviglio) |

|                                                                |           |                            |
| Defendi 13’ Lanfritto 44’ Ardigò I 60’ Defendi 65’ Defendi 74’ | Marcatori | 1’ Murer 30’ Ros 85’ Murer |

#### Spareggio salvezza
| Arbitro: | Fries (Milano) |

|                     |           |  |
| Bellosi 3’ Pagni 5’ | Marcatori |  |